# Chuck Jackson
Chuck Jackson (Winston-Salem, 22 de junio de 1937-Atlanta, 16 de febrero de 2023) fue un cantante de soul estadounidense. Fue uno de los primeros cantantes en grabar con éxito temas de Burt Bacharach y Hal David. Consiguió diversos hits desde 1961 como "I Don't Want to Cry", "Any Day Now" y "I Keep Forgettin'".
Nació en California, pero creció en Pittsburgh. A finales de los '50 cantaba con el grupo de doo wop The Dell-Vikings. Fue descubierto cuando abrió el espectáculo en el Apollo Theater de la estrella del soul Jackie Wilson. Firmó un contrato con la discográfica Scepter. Su primer hit fue "I Don't Want to Cry" (1961). En 1962 grabó el cla´sico de Bacharach y Bob Hilliard "Any Day Now". En el año 1967 se pasó a Motown, donde grabó sus singles más exitosos; "Are You Lonely for Me" y "Honey Come Back."

## Discografía
- 1998: Smooth, Smooth Jackson (Sequel Records)
- 1994: Chuck Jackson (Platinum Pop)
- 1994: Encore/Mr. Everything (Kent-UK)
- 1992: I'll Take Care of You, con Cissy Houston (Shanachie Entertainment)
- 1980: After You (EMI America)
- 1980: I Wanna Give You Some Love (EMI America)
- 1977: The Great Chuck Jackson (Bulldog)
- 1975: Needing You, Wanting You (All Platinum)
- 1974: Through All Times (ABC)
- 1970: Teardrops Keep Falling on My Heart (Motown)
- 1969: Goin' Back to Chuck Jackson (Motown)
- 1968: Chuck Jackson Arrives (Motown)
- 1966: Dedicated to the King (Wand)
- 1966: Hold On We're Coming, con Maxine Brown (Wand)
- 1966: A Tribute to Rhythm and Blues, Volume 2 (Wand)
- 1966: A Tribute to Rhythm and Blues (Wand)
- 1965: Say Something, con Maxine Brown (Wand)
- 1964: Chuck Jackson on Tour (Wand)
- 1962: Any Day Now (Wand)
- 1961: I Don't Want to Cry (Wand)